# CD 고도이크루스
고도이크루스 안토니오 톰바(스페인어: Club Deportivo Godoy Cruz Antonio Tomba)는 아르헨티나 멘도사주 고도이크루스를 연고로 하는 스포츠 클럽이다. 특히 축구로 유명하며, 최근에 아르헨티나 프리메라 디비시온에 승격했다.
1921년 6월 21일 스포르티보 고도이크루스(Sportivo Godoy Cruz)라는 이름으로 처음 만들어져 1930년 4월 25일 데포르티보 보데가 안토니오 톰바(Deportivo Bodega Antonio Tomba)와 합병하면서 지금의 이름을 갖게 되었다. 1959년에는 14,000 명을 수용하는 전용 경기장인 펠리시아노 감바르테 경기장(Estadio Feliciano Gambarte)이 완공되었다. 프리메라 디비시온에 승격한 이후부터는 말비나스 아르헨티나스 경기장(구 멘도사 시립 경기장)을 사용하고 있다.
팀의 별명인 엘 톰바(El Tomba)와 보데게로(Bodeguero)는 합병된 클럽의 이름(데포르티보 보데가 안토니오 톰바)에서 유래한 것이다. 이전에 쓰던 경기장 옆에 철길이 생긴 이후에는 엘 엑스프레소라는 별명이 추가되었다.
전국 리그에 참여하기 전까지 고도이크루스는 멘도사 주 리그에서 활약하였고, 1944, 1947, 1950, 1951, 1954, 1968, 그리고 1989년과 1990년 우승하였고 지금은 폐지된 토르네오 델 인테리오르(Torneo del Interior, 지금의 토르네오 아르헨티노 C와는 다름)에 진출하였다. 1994년 토르네오 델 인테리오르에서 우승한 고도이크루스는 나시오날 B에 승격했고, 2006년에는 처음으로 프리메라 디비시온에 진입하였다. 이듬해 프로모시온에서 우라칸에 패하면서 다시 강등되었지만 2007/08 시즌 프리메라 B 나시오날 준우승을 차지하면서 프리메라 디비시온에 재진입하였다.

## 선수 명단

### 현역
참고: FIFA 자격 규정에 따라 소속된 국가대표팀 국기를 표시합니다. 선수는 복수의 FIFA 비회원국 국적을 가지고 있을 수 있습니다.
| 번호 | 포지션 | 국적     | 이름        |
| ---- | ------ | -------- | ----------- |
| 6    | MF     |          | 토마스 포초 |
| 25   | MF     | 우루과이 | 비센테 포기 |

| 번호 | 포지션 | 국적 | 이름 |
| ---- | ------ | ---- | ---- |

## 역대 감독
| 감독              | 임기        |
| ----------------- | ----------- |
| 페드로 트로글리오 | 2004 ~ 2005 |
| 엔소 트로세로     | 2009        |
| 가브리엘 에인세   | 2015        |